# Paratmeticus
Paratmeticus is een geslacht van spinnen uit de familie hangmatspinnen (Linyphiidae).

## Soorten
De volgende soorten zijn bij het geslacht ingedeeld:
- Paratmeticus bipunctis (Bösenberg & Strand, 1906)